# Ambachtslehen
Ein Ambachtslehen (lateinisch feudum ambactae) war im Feudalismus ein Lehen, das im weiteren Sinne die Ausübung eines Amtes beinhaltete. Im engeren Sinn unterscheidet es sich vom Amtslehen (feudum officii) dadurch, dass dort der Amtsherr explizit mit dem Amt belehnt wird, während der Ambachtsherr ein öffentliches Amt oder einen Dienst ausüben muss, weil er mit einer Sache belehnt wurde.
Eine frühe Form des Ambachtslehen war das Gastaldslehen (feudum gastaldiae) bei den Langobarden. Gaius Julius Cäsar erwähnt im sechsten Buch seines Commentarii de Bello Gallico den Begriff des Ambactos und bezeichnete damit nach Rudolf Kleinpaul Knappen, Dienstmannen und Ministerialien. Franz Joseph Mone verwies zudem auf den keltischen Ursprung von ambacti, das er mit arme Leute übersetzt und damit Hörige meint. Später entwickelte sich aus Ambactia der altdeutsche Begriff Ambacht für Handwerk/Amt aus dem im 16. Jahrhundert Ampt oder Ambt und später der heutige Begriff des Amtes wurde. Damit wurde aus dem Begriff des Ambachtsmanns als Lehensträger im Laufe der Zeit jener des Amtmanns. Sprachliche Verwandtschaft besteht zudem zum englischen Ambassador und dem französischen Ambassadeur.
Im 18. Jahrhundert waren hauptsächlich in der niederländischen Provinz Zeeland noch Ambachtsherrlichkeiten verbreitet, die sich von Hohen Herrlichkeiten dadurch abgrenzten, dass sie keine Blutgerichtsbarkeit besaßen.